# Полуслизень

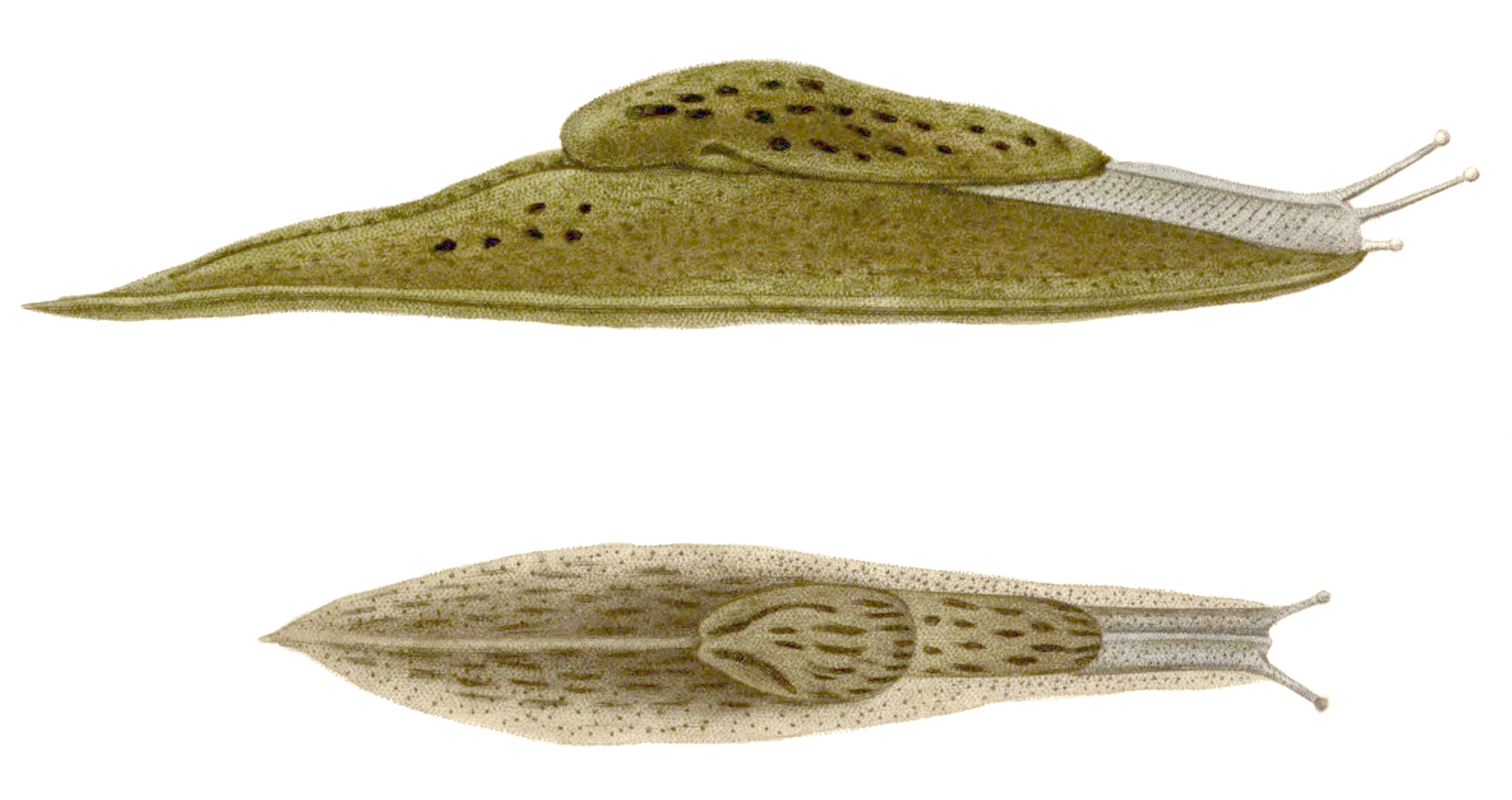
Cryptella canariensis

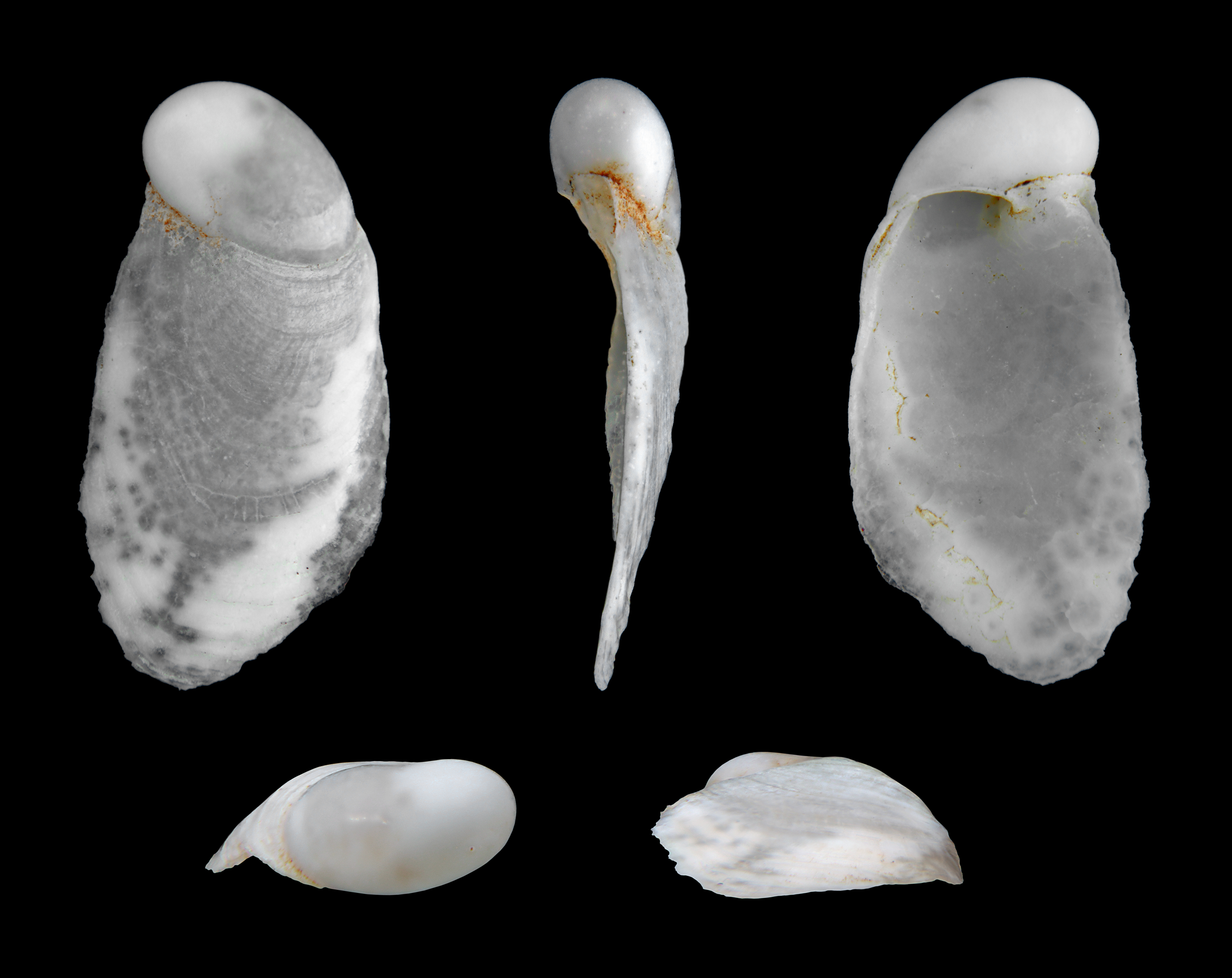
Раковины Cryptella canariensis

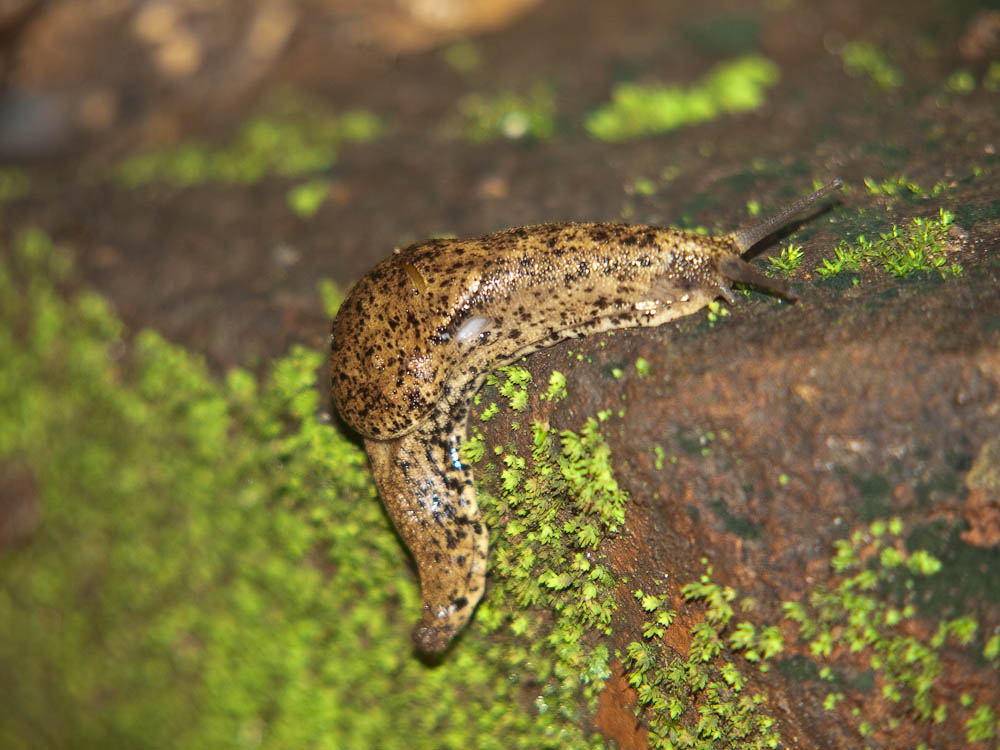
Неустановленный полуслизень из Уганды

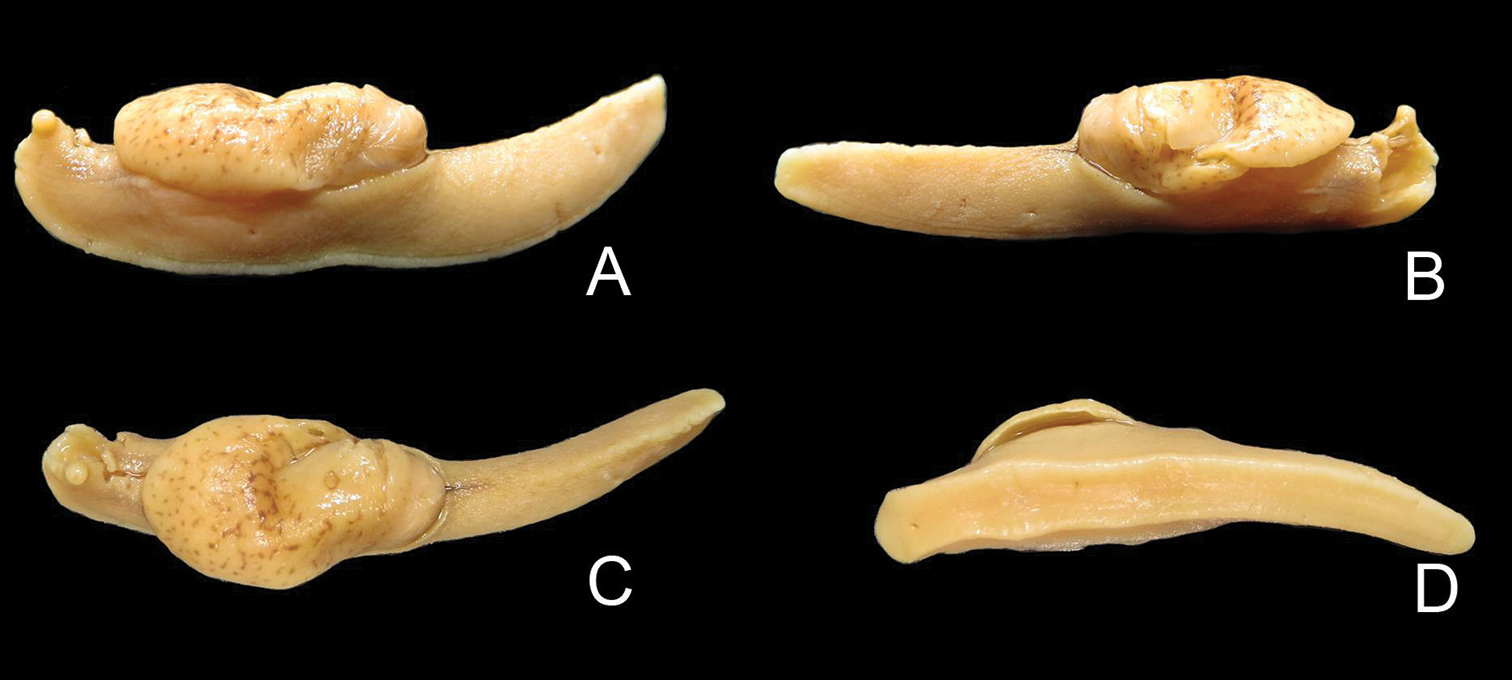
Muangnua arborea

Полуслизень (полуслизняк) — группа неродственных друг другу наземных брюхоногих моллюсков, которые, в отличие от слизней, имеют рудиментарную раковину, но она, в отличие от улиток, непригодная для полноценной защиты тела.

## Строение и описание
Питание полуслизней схоже с питанием слизней: листьями растений, мхом на деревьях, грибами, дождевыми червями, и даже другими брюхоногими моллюсками. Большинство видов всеядны. Почти у всех лёгочное дыхание. Гермафродиты.
Полуслизень, в отличие от улитки, не может полностью спрятаться в свою раковину, потому что она маленькая и неполноценная.

## Среда обитания и питание
Полуслизни, как и слизни — вредители сельского хозяйства, поскольку питаются такими культурами, как клубника, капуста, помидоры и т. д.
Полуслизнями питаются ежи, кроты, грачи, галки и т. д.

## Представители
- Семейство Amphibulimidae: Amphibulima и Gaeotis[2]
- Семейство Xanthonychidae: Cryptostrakon, Semiconchula и Xanthonyx[2]
- Семейство Pleurodontidae: Coloniconcha prima[2]